# Châteauponsac

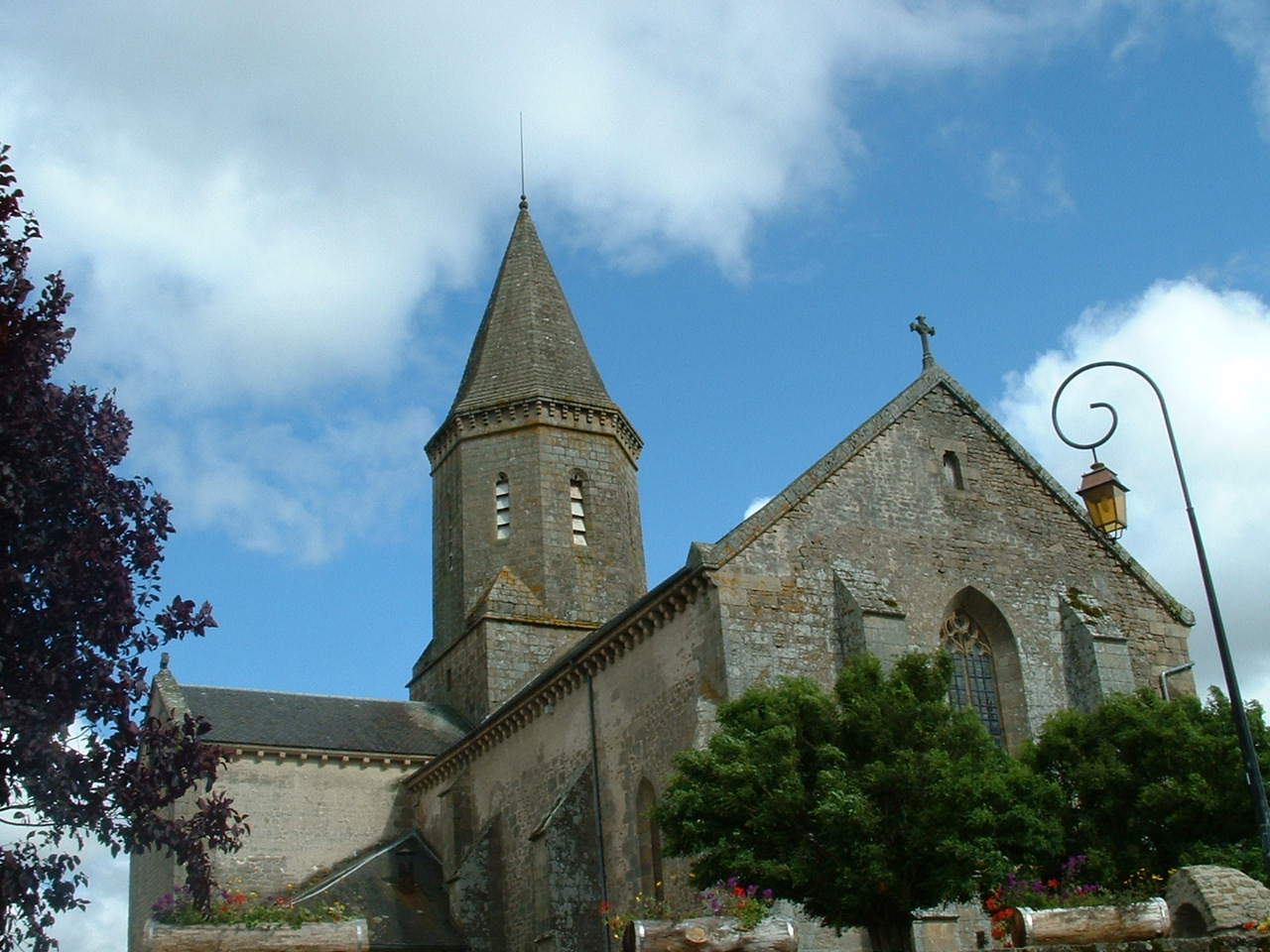
Zabytkowy Kościół św. Thyrse (2009)

Châteauponsac – miejscowość i gmina we Francji, w regionie Nowa Akwitania, w departamencie Haute-Vienne.
Według danych na rok 1990 gminę zamieszkiwało 2409 osób, a gęstość zaludnienia wynosiła 35 osób/km² (wśród 747 gmin Limousin Châteauponsac plasuje się na 37. miejscu pod względem liczby ludności, natomiast pod względem powierzchni na miejscu 10.).

## Populacja

Populacja Châteauponsac w latach 1962–2008